# エリア51 (漫画)
『エリア51』（AREA51）は、久正人による日本の漫画。『月刊コミック@バンチ』（新潮社）にて、2011年3月号から2017年9月号まで連載。作者考案の略称は「リアじゅう」。

## ストーリー
モンスター、神、UMAなど、世界中の異形を集めて隔離した、アメリカ51番目の州「エリア51」。人間の身でありながら、そこで探偵業を営む真鯉徳子（通称「マッコイ」）と河童のキシローの元には、さまざまな事件が舞い込んでくる。

## 登場人物

### 真鯉探偵事務所
真鯉 徳子（まごい とくこ）
通称マッコイ。25歳。愛銃はコルトM1911。
エリア51のリトル・トーキョーで探偵業を営んでいる女性。腰まである長い黒髪がトレードマーク。命の危険も意に介さない男勝りな性格と過激な手段で、エリア51に住む人外達にすら「無茶をする人間」と認識され、一目置かれている。
元は刑事だったが、「51案件」と呼ばれる不可思議な事件の調査に関わったために同僚と恋人だったヤクザを殺害され、彼女自身も身体を上下真っ二つに切断されるという致命傷を負ったうえ、身ごもっていた子供を奪われる。その後、両断された身体を草薙ぎの剣と呼ばれる聖遺物でつなぎ止め、自分から全てを奪った「仇」の情報を求めてエリア51に入る。
探偵で稼いだ金を用いてケイロンの延命治療を受けているが、経過は思わしくない様子。
キシロー
マッコイの助手で河童。スーツにソフト帽を身に着けている。
日本で捕獲され、送られてからまだ日が浅く、エリア51については知らないこともまだ多い。常識的かつ、少々気弱な性格の持ち主。
実は河童族の秘宝である草薙ぎの剣を回収するために送り込まれた間者であり、キリマルの合流を待ってマッコイを殺す手はずであったが、エリア51内でさまざまな悪意や虐待に晒されてボロボロになっていた自分を拾ってくれた彼女を裏切れず、親友であるキリマルとの板挟みとなって苦悩する。最後は、敗れて致命傷を負ったキリマルを連れ、マッコイの前から姿を消した。
コルトM1911
マッコイが大事にしている骨董品の銃。元は恋人だったヤクザの持ち物であり、唯一の形見。サラマンダーとの戦闘中に、製造から100年を経た付喪神として覚醒し、意思を持つようになる。通称「パイク」。付喪神から放たれる弾丸は超常の力を持ち、自在に軌道を操作できるうえ、神や精霊といった普通の武器が通じない存在をも撃ち抜ける。
「最も長くその器物を使っていた持ち主」の人格が反映されるらしく、マッコイの恋人だった男と同じ思考・言動をする。弱点は連射するとすぐに力を使い果たしてしまい、魔銃としての力が回復するまでに数時間のインターバルが必要になること。
王子
「城」の女王に狙われた姫を砦に立てこもり、7人の小人と共に800年もの間、白雪姫を守り続けていたが、彼女の消滅により失業。マッコイに助手として拾われる。
性格は律儀で礼儀正しく、育ちゆえか少し世間知らずな面がある。仕込み杖の剣が武器。

### 神

#### 十神
ラー
エジプト神話の主神。リトルナイルに住む、エリア51でも最高の権力者の1人。マッコイに子犬の捜索を依頼する。
モリガン
ケルト神話の主神。妙齢の女性の姿をしている。マルドゥークからは「淫売」と揶揄されている。
マルドゥーク
メソポタミア神話の主神。「最初の蛇」を人体に封印することを提案した。
オーディン
北欧神話の主神。隻眼の老人の姿をしている。会議中もワインを片手に飲んだくれ、モコシから「アル中」と揶揄されるなど、うつけ者を装っているが、マッコイに見張りとしてワルキューレを付けるよう部下のブリュンヒルデに命じるなど、抜け目の無さも持ち合わせている。
モコシ
スラヴ神話の主神。 フードを被った少女の姿をしている。
シヴァ
インド神話の主神。
テスカトリポカ
アステカ神話の主神。髑髏のような頭部を持つ。
斉天大聖
中国神話の主神。本人曰く妖怪上がりの「神もどき」なので、十神会議の中でも立場が微妙らしい。後に十神を隠退。
ハデス
ギリシア神話の主神。ゼウスの兄。ケルベロスを飼っている。
エリア51の危険なバランスの中でギリシア神族を守るため、享楽主義者の弟を殺して主神の座を手にしたとされる。
アマテラス
日本神話の主神。
マッコイからは「姉さん」と呼ばれ、彼女の過去についても何か知っている模様。
天岩戸の伝説からか引きこもりがちで、マッコイたちが部屋に逃げ込んできた時も、ずっとテレビゲームに没頭していた。

#### 日本神話
ツクヨミ
アマテラスの弟。「最初の蛇」脱走の際に開かれた十神会議では彼女の代理として出席した。メガネにスーツというビジネスマンのような姿をしている。
スサノオ
アマテラスの弟。山高帽をかぶった髭面の紳士。
ヒノカグツチ
イザナミが最後に産んだとされる火の神。ある旅館で火元管理を行っている。

#### ギリシア神話
ゼウス
ギリシア神話の元主神。天候、特に雷を司る。多くの神々の住むエリア51にあって、享楽主義者であるゼウスを主神として置くことにギリシア神族の行く末を危惧したハデスにより、主神の座を追われた。その後はマッコイの協力で身を隠して顔を変え、リトルトーキョーで電機屋を営んでいる。
ヘルメス
ギリシア神話オリュンポス十二神の一柱。旅人、商人、羊使い、泥棒の神。
マッコイに店から盗まれた壷の捜索を依頼する。
デルトロ
マッコイ行きつけのパン屋の親父。種族はギリシア神話に登場する、角と下半身が山羊の牧神パン。
アルテミス
ギリシア神話オリュンポス十二神の一柱。狩猟、月の神。処女神。

#### 北欧神話
ブリュンヒルデ
スーツを着込んだ女神。ワルキューレの長。
トール
オーディンの息子であり雷神。外つ神として外界にいた際は、"赤い外骨格"、"緑の巨人"、"ストライプの盾"、"黒い未亡人"といった異形たちと世界平和に貢献していた。

#### エジプト神話
バステト
エジプト神話における、愛と母性と豊穣、そして官能を司る猫頭人身の女神。ラーの娘。実の子供であるララを庇って死亡する。
アヌビス
エジプト神話における、死者の守護神。ミイラ作りの神でもある。とある事情によりアマテラスに憎しみを抱いている。

#### 中国神話
猪八戒
中国神話で孫悟空と沙悟浄と冒険に参加した旅の仲間。後に十神を辞退した孫悟空と共にバーを営む。
沙悟浄
孫悟空と猪八戒と冒険に参加した旅の仲間。中国神話の情報部門の長として、他の神話の橋渡し的な役割を果たしている。
関帝
中国後漢末期に劉備に仕えた武将の関羽が神格化された神。孫悟空が十神を引退した後に中国神話代表に就任する。

#### インド神話
ガネーシャ
シヴァの長男。インド神話の主神で、象の頭を持つ商売の神。バハムートを飼っており、その卵であるバハキャビアを売っている。

#### アステカ神話
ケツアルコアトル
アステカ神話の水や農耕に関わる蛇神。テスカトリポカを裏切り、最初の蛇に加担する。

#### その他の神
ザンパン
歓楽街を取り仕切っている低級神で裏組織のボスだったが、情婦のホムンクルスに射殺される。

### モンスター
ケイロン
ケンタウロスの医者。歓楽街に医院を構えている。高額な料金でマッコイに延命治療を施している。
ターボババアに好意を抱いており、偶然マッコイが彼女との間接キスができるきっかけを作った時は、その日だけ無料で治療した。
アメチヨ
四国の化狸。隠神刑部の八百八の眷属の1人。リトル・トーキョーでバーを営んでいる。
ベベ
吸血鬼。血を吸い転化させた女を自分の店で娼婦として働かせている。
酒呑童子
鬼。ベベの店の会員。
マリーヌ
マレーシアの妖怪ペナンガランの女性。分離している間に身体を盗まれ、死亡してしまう。
マリーヌの夫
やはりペナンガランで、失踪した妻の捜索をマッコイに依頼する。
マンドレイク
伝説の植物。ヤクザの幹部暗殺のため、チャイニーズマフィアに利用される。
ソニア
ギリシア神話に登場するアラクネーの娼婦。多脚のため、脚フェチの客に人気があるようである。
ホムンクルス
元はザンパンの情婦だったが、付喪神となった銃を手に入れて彼を射殺し、その跡を継いでボスの座に収まっている。忌まわしい過去を消したいという気持ちから自身の育った娼婦街を潰そうとするが、いざこざに巻き込まれたマッコイによって致命傷を負わされる。最期は銃の持ち主であり、唯一優しくしてくれた存在だった蕎麦屋の主人の元で息絶えた。
スフィンクス
ラーの家の門番。ララを殺すために自爆。
ジェットシン
インドの人食い怪物マンティコアの男。ノミ屋の胴元をしている。
ユニコーン
「グレート・ゴールド・ラン」の出場者。馬よりもパキケファロサウルスに似た顔をしている。
バジリスク
「グレート・ゴールド・ラン」の出場者。
グレムリン
「グレート・ゴールド・ラン」の観戦客。
キリマル
カッパの青年。キシローとは子供のころからの親友。マッコイの体内にある草薙ぎの剣を取り戻すために送り込まれた刺客だったが、キシローの協力を得られず、彼を殺した振りをしてマッコイをおびき出す。河の中に引き込んで圧倒的有利に戦いを進めるが、マッコイの起死回生の一手により腕を切り落とされ、死亡する。後に妹がいたことが判明する。
バハムート
ガネーシャが飼っている巨大魚。その卵は「バハキャビア」として取引されるらしい。
一反木綿
キリマルによってエリア51へと持ち込まれた布状の妖怪。
クラーケン
船乗りの間に伝わる伝説上の生き物。作中にはその息子が登場する。ギャンブル狂いでヤクザに多額の借金がある模様。
マースデン
鍛冶の能力に長け、神々の武器を鍛造した単眼の巨人サイクロプスの1人。かつてはゼウスの側近だった。
ベヒモス
ガネーシャが飼っている巨大獣。そのミルクを使った「ベヒーチーズ」は「神象印乳業」の目玉商品である。
アメベロドンなどの「シャベルキバゾウ」に似ている。
金角・銀角
西遊記に登場する魔王の兄弟。金角は外見が北野武に似ており、銀角は後頭部などがスティラコサウルスに酷似している。裏のネットワークでゼウス生存の噂を知り、ハデスたちからの賞金目当てにゼウスを捕らえる。本人たち曰く「女に興味ない」らしい。太上老君の宝具を操るが、七星剣は弾丸、芭蕉扇は篭手に作り変えている。

### UMA
ネッシー
マーシュのスシバーの生け簀で飼われていたが、マッコイに店を破壊されたことにより脱走し、街で暴れ回る。マッコイを飲み込むも、中から包丁で切り裂かれて殺される。
ビッグフット
ザンパンの配下のチンピラ。サラマンダーと共に娼婦街を破壊して回っていたが、マッコイによって撃ち殺される。
モスマン
ターボババア
「グレート・ゴールド・ラン」の出場者。
ククリ
ヒマラヤのUMAイエティ。ガネーシャのボディガード。
宇宙人
エリア51内の宇宙人街に生息する。ニューメキシコでチリソースを口にしてその中毒になったらしく、赤い物を片っ端から採取している（キャトルミューティレーション）。
モンゴリアンデスワーム
ゴビ砂漠に住むUMA。ピックマンはこれに乗り、地中を掘り進みながら郵便配達をしているようである。

### 精霊
サラマンダー
ザンパンの部下。

### おとぎの住人
白雪姫
鏡の精を取り戻すために手を尽くしていたが、こじれにこじれて戦争になり、鏡の精の消滅とともに800年分の時間を取り戻すと、老化した。
鏡の精
自らの美しさを誇り、毎日鏡を覗いていた白雪姫の「高慢」や「執着」が鏡像と結びつき生まれた存在。最期は右手を銃に変え、頭を撃ち抜いて消滅した。
ブリンナー、マックイーン、デクスター、ブロンソン、ヴォーン、コバーン、ブッツホルツ
7人の小人。全員が拳銃使いで、王子とともに姫を守っていた。姫の消滅後は元の仕事である鉱夫に戻った。
名前と容貌は『荒野の七人』に登場する7人のガンマン役の俳優たちがモデルとなっている。
フェデリカ
白雪姫の侍女。森で倒れていたところを助けられてから彼女に仕えている。口がきけない。正体は王子を助けた人魚姫であり、鏡の精の策略（玉手箱）で不老不死が解けた王子に自らの血を飲ませ、絶命する。
メイスン
『美女と野獣』に登場する魔女。「かけられた者が最も恐ろしいと思う姿を変える」魔法を使う。鏡の精により砦に監禁され、拷問を受けていたが、フェデリカの姿を白雪姫に変えることに魔法を利用された後、殺される。

### 人間（または人型の超常存在）
アーサー王
円卓の騎士を率いた伝説の王。生前マーリンらに受けた加護のおかげで不死身の身体になっており、目には死者を送る風習の名残でコインが張り付いている。
ネバーチャイルドの少年
ベベの店に入る手筈を整えることをマッコイに依頼するが、その真の目的はベベに転化させられた妹と心中することだった。血液に銀粉を大量に打ち込んでいる。
そば屋の親爺
歓楽街でそば屋を営んでいる。壁際の席を誰かのために空けている。
ニコルソン
ラーに嫌がらせを繰り返す男で、子犬を盗んだ張本人。実は人狼であり、子犬はバステトとの間に生まれた子供だった。名前の通り、人間時の容貌はジャック・ニコルソンに酷似している。
ラーの刺客のスフィンクスに殺害されるが、我が子のララを守るために自らの腹を引き裂き、体内にララを隠した。
A・フェリックス少佐
米軍。各地で捕獲してきたモンスターたちをエリア51に運び込む任務に就いている男。
サンタクロース
世界中の人々の声を聞くことが可能で、子供たちにプレゼントを配り終えると次のクリスマスまで非実体化する。最後の1人にプレゼントを配る前に捕獲され、エリア51に連れてこられるが、マッコイらの助けを借りて再び逃げ出した。
ピックマン
元人間の食屍鬼で、本業は画家だが絵具代を稼ぐため、郵便配達のアルバイトをしている。
サンジェルマン伯爵
時間旅行の出来る不思議な存在。身分で人を選別し、自分より低い爵位のものには横柄に、高いものには卑屈に対応する。

### その他
くとぅるん
アマテラスのプレイするテレビゲームのキャラクター。HPL高校3年生で水泳部主将。低血圧で授業中は居眠りしがちな女の子。意中の男の子を巡って同級生のユゴス依野や女教師の南極先生とその娘テケリリス（小5）らと、壮絶な戦いをくり広げる。
ララ
バステトとニコルソンの間に生まれた子。普段は猫の姿だが、月の光の下では犬（狼）の姿になる。
最初の蛇
アダムとイヴにリンゴを食べるようにそそのかしたとも、全ての蛇族の頂点ともいわれる存在。

## 用語
付喪神
99年使われた器物が化けた姿。意思を持ち、その性格は持ち主の人格に左右される。本来、超常度の高い神やそれに次ぐ存在は人間界の武器では殺せないが、付喪神と化した武器はその限りではない。
ネバーチャイルド
エリア51で暮らす人間の間に生まれた人間たちの総称。マッコイ曰く、「存在しない筈の街で存在しない筈の人間から生まれた存在しない筈の存在」。
草薙ぎの剣
物と物を繋ぎとめる剣とされ、源平の戦で壇ノ浦に沈んだが、河童族によって回収された。なんらかの理由によりマッコイの体内に納められており、彼女の身体の上下をつないでいる。

## サブタイトル
各話のサブタイトルは作中の台詞から取られている。以下はその例である。
- WHY ARE YOU GUYS SO QUIET?
- FAREWELL! MR.VAMPIRE!!
- YOU CAN'T HOLD SOMEONE WITHOUT A BODY.
- DO YOU KHOW THE STORY OF THE BLUE BIRD?
- TAKE SOME SLEEP....
- I WAS GETTING RID OF COFFEE & DOUGHNUT
- HUM..YOU LOOK LIKE A CAT LOVER.
- THAT'S WHY I LOVE THIS PORT

## 書誌情報
- 久正人 『エリア51』 新潮社〈BUNCH COMICS〉、全15巻
  1. 2011年6月9日発売 ISBN 978-4-10-771620-0
  2. 2011年10月8日発売 ISBN 978-4-10-771636-1
  3. 2012年4月9日発売 ISBN 978-4-10-771657-6
  4. 2012年9月7日発売 ISBN 978-4-10-771679-8
  5. 2013年1月9日発売 ISBN 978-4-10-771692-7
  6. 2013年5月9日発売 ISBN 978-4-10-771707-8
  7. 2013年12月9日発売 ISBN 978-4-10-771729-0
  8. 2014年6月9日発売 ISBN 978-4-10-771753-5
  9. 2014年11月8日発売 ISBN 978-4-10-771783-2
  10. 2015年5月9日発売 ISBN 978-4-10-771818-1
  11. 2015年10月9日発売 ISBN 978-4-10-771847-1
  12. 2016年5月9日発売 ISBN 978-4-10-771894-5
  13. 2016年9月9日発売 ISBN 978-4-10-771917-1
  14. 2017年2月9日発売 ISBN 978-4-10-771957-7
  15. 2017年9月8日発売 ISBN 978-4-10-772010-8